# Formica (araldica)
In araldica la formica simboleggia fatica instancabile, investigazione e lavoro.

## Posizione araldica ordinaria
La formica si rappresenta, abitualmente, montante, cioè vista dall'alto, con le zampe aperte e con testa diretta verso il capo dello scudo.

Di nero, alla formica d'oro (stemma di Multia, Finlandia)
D'azzurro, al palo d'oro, caricato da una formica di nero (Fulleren, Francia)